# Zirzen Janka
Zirzen Janka (keresztelés: Jászberény, 1824. május 23. – Budapest, 1904. december 28.) magyar pedagógus, a magyar nőnevelés egyik kiemelkedő alakja. Az 1869-ben létrejött tanítónőképző iskola igazgatója.

## Életpályája
Korán árvaságra jutott, tizenöt éves korától egyedül tartotta fenn magát, mint nevelőnő. Tevékeny részt vett a főváros legkülönbözőbb társadalmi mozgalmaiban.
1869-ben az első Magyar Királyi Tanítónő Képezde, majd 1875-től az Erzsébet Nőiskola igazgatója lett. Ekkor Zirzen Jankát új feladattal bízta meg Trefort Ágoston vallás- és közoktatásügyi miniszter: tanulmányozza a hazai és külföldi ipariskolák működését, hogy ne csak képzett tanítónőket neveljen az iskola, hanem a hazának házias és munkás leányokat.
Zirzen Janka külföldi tanulmányútjain (Bécs, Párizs) nemcsak szakmai ismereteket szerzett, hanem az iparoktatáshoz gépeket és felszereléseket is vásárolt. A tanítóképzéssel párhuzamosan bevezette az iparoktatást is.
1877-ben maga Ferenc József császár is meglátogatta az intézetet, és a nőnevelés terén elért eredményeiért a Koronás Arany Érdemkereszttel (Goldene Verdienstkreuz mit der Krone) tüntette ki. Ez volt a legmagasabb elismerés, amit nő kaphatott.
1881-ben megszűnt az elemi iskolai tanítónőképzés. Addig már több mint 400-an végeztek. Helyette bevezették a háziipari munkamesternő képzést és a házi nevelőnőképzést.

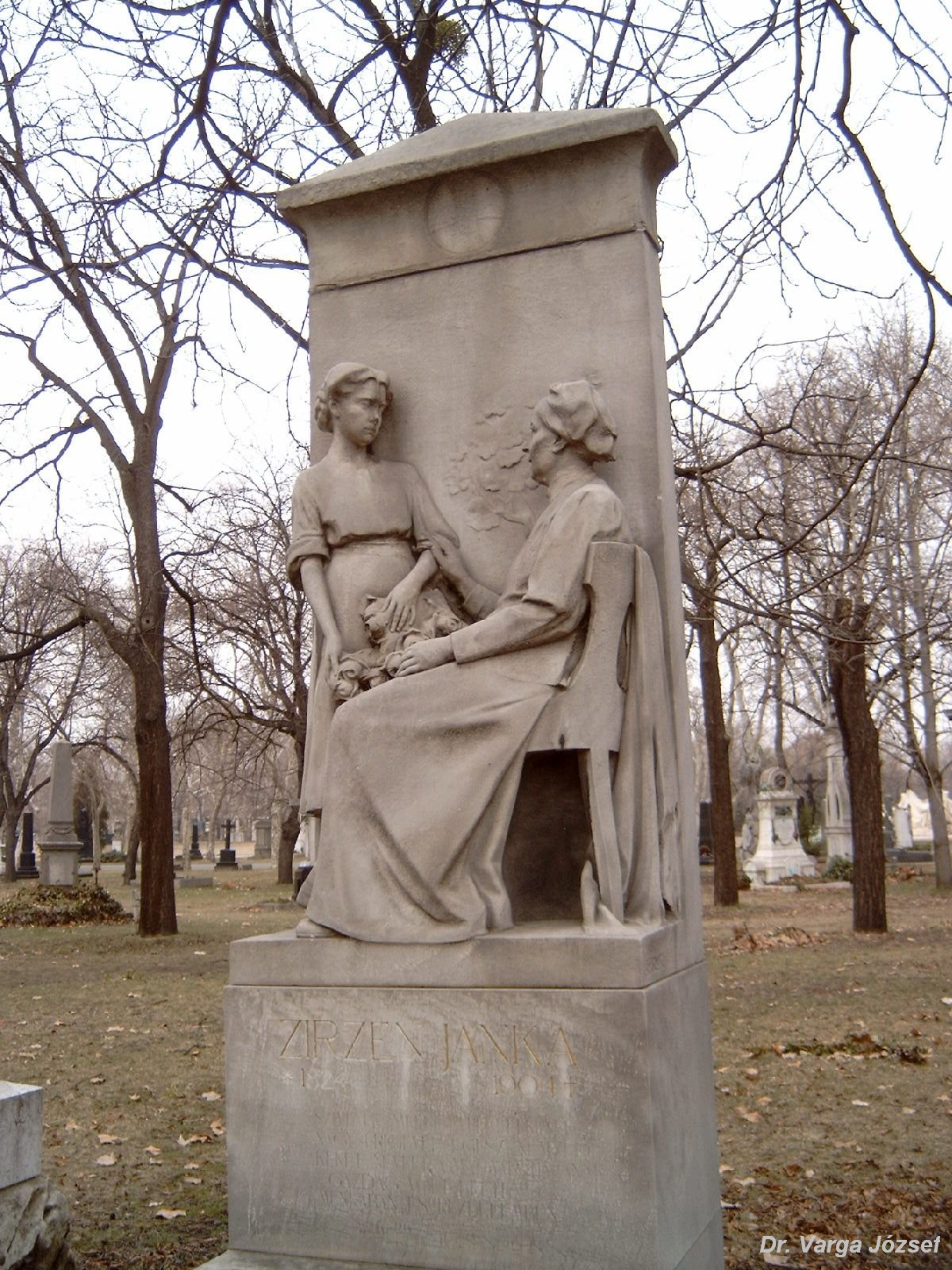
Zirzen Janka sírja Budapesten. Kerepesi temető 29/1-1-35. Szobrász: Bory Jenő.

1888-ban megnyitották a Felsőbb tanítóképzőt, ahol a felsőbb leányiskolák és tanítónő-képezdék számára képeztek tanárokat és igazgatókat. Többszöri átszervezés után később főiskolai rangra emelték. Zirzen Janka 1896-ban nyugalomba vonult.
1904-ben hunyt el, a Kerepesi temetőben temették el. Síremlékét 1909-ben Bory Jenő készítette el. Sírfelirata:
„A szeretet örök életet ád. — Szívének melegével, lelkének nagy erejével egész nemzedékeket nevelt a magyar hazának. Gazdag volt élete munkában és küzdelemben.”

## Emlékezete
- Sírja a Kerepesi temetőben található; síremlékének másolata látható a székesfehérvári Bory-vár állandó kiállításán is.
- Jászberényben emléktábla jelöli szülőházát.
- Budapest XII. kerületében utcát neveztek el róla.
- Róla nevezték el a jászberényi tanítóképző főiskola kollégiumát.
- Budapest II. kerületében, a Csalogány utca 43. szám alatt (az egykori, lebontott tanítóképző épületén) 1971-ben emléktáblát helyeztek el tiszteletére.

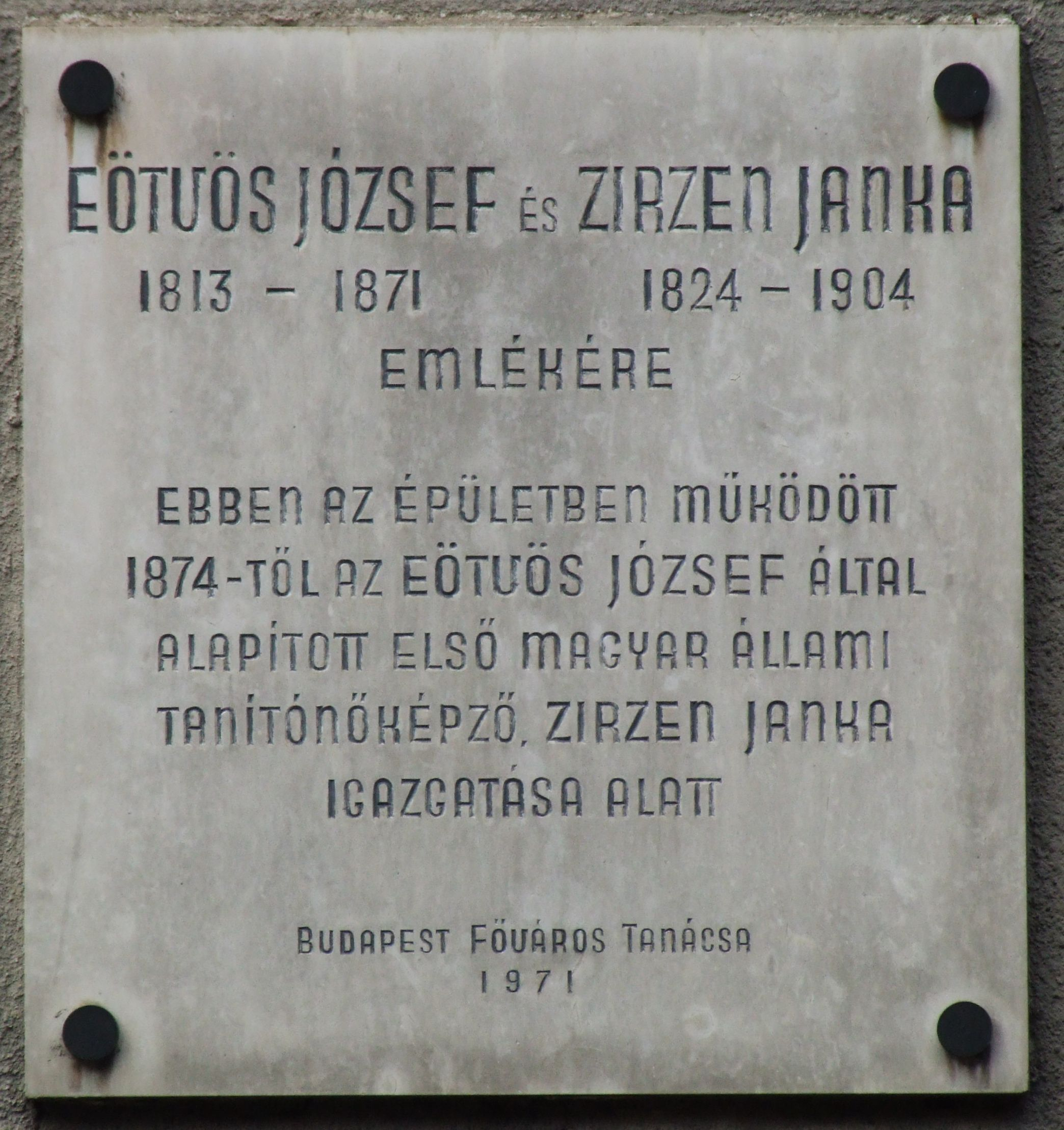
Emléktáblája a II. kerület Csalogány utca 43. alatt

## Főbb művei
- A budapesti m. kir. áll. tanítónőképezde öt évi fennállásának története (Budapest, 1874)

## Külső hivatkozások
- Sírja a Kerepesi temetőben
- Szülőháza Jászberényben[halott link]